# Parque nacional de Iriqui
El Parque nacional de Iriqui (en francés: Parc national d'Iriqui) es parte de las áreas protegidas de Marruecos, ocupa una superficie de 123.000 hectáreas. Está situado en una zona árida (Uarzazat). Se encuentra al norte del Sáhara y fue creado en 1994 para proteger a multitud de especies desérticas. Las ciudades más cercanas son: 1) Uarzazat, una ciudad en el sur de Marruecos que se conoce como "la puerta del desierto", y la principal ciudad de la provincia del mismo nombre. Sus coordenadas son latitud 29 ° 50' 30" Norte y longitud 6 ° 31' 2 Oeste, a una altitud de 1151 m y 2) Zagora, una ciudad más al sur por el valle de las palmas Oued Draa. El parque está situado en Souss-Massa-Draa (34 851 habitantes en 2004), que pertenece tanto a la provincia de Zagora como a la provincia de Tata.

## Flora y fauna
El parque se caracteriza por el paisaje típico del desierto del sur de Marruecos. La vegetación está representada por una arbolada estepa y sabana con acacias. Algunas de sus dunas están cubiertas de tamarix.
Durante los periodos húmedos, el lago Iriqui se convierte en un humedal temporal, un puerto de escala y lugar de invernada para las aves acuáticas migratorias, incluyendo flamencos, fochas y gansos, lo que da al parque un carácter ecológico importante. La rehabilitación del humedal era uno de los objetivos principales cuando se creó el parque.
En el parque hay ejemplares de hubara, avestruz del Sáhara, arruí, gacela común, orix y hiena rayada. También hay un gran número de reptiles como lagartos, varanidae, camaleones, gecos y diferentes variedades de serpientes. 

## Galería

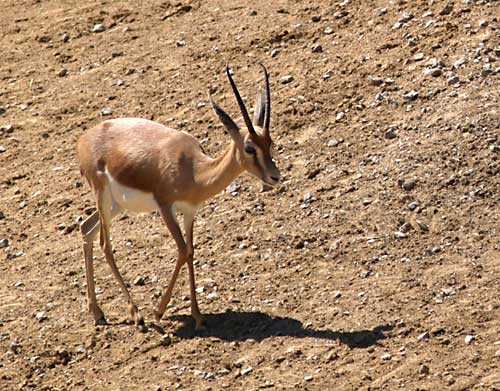
Gacela común (Gazella dorcas)
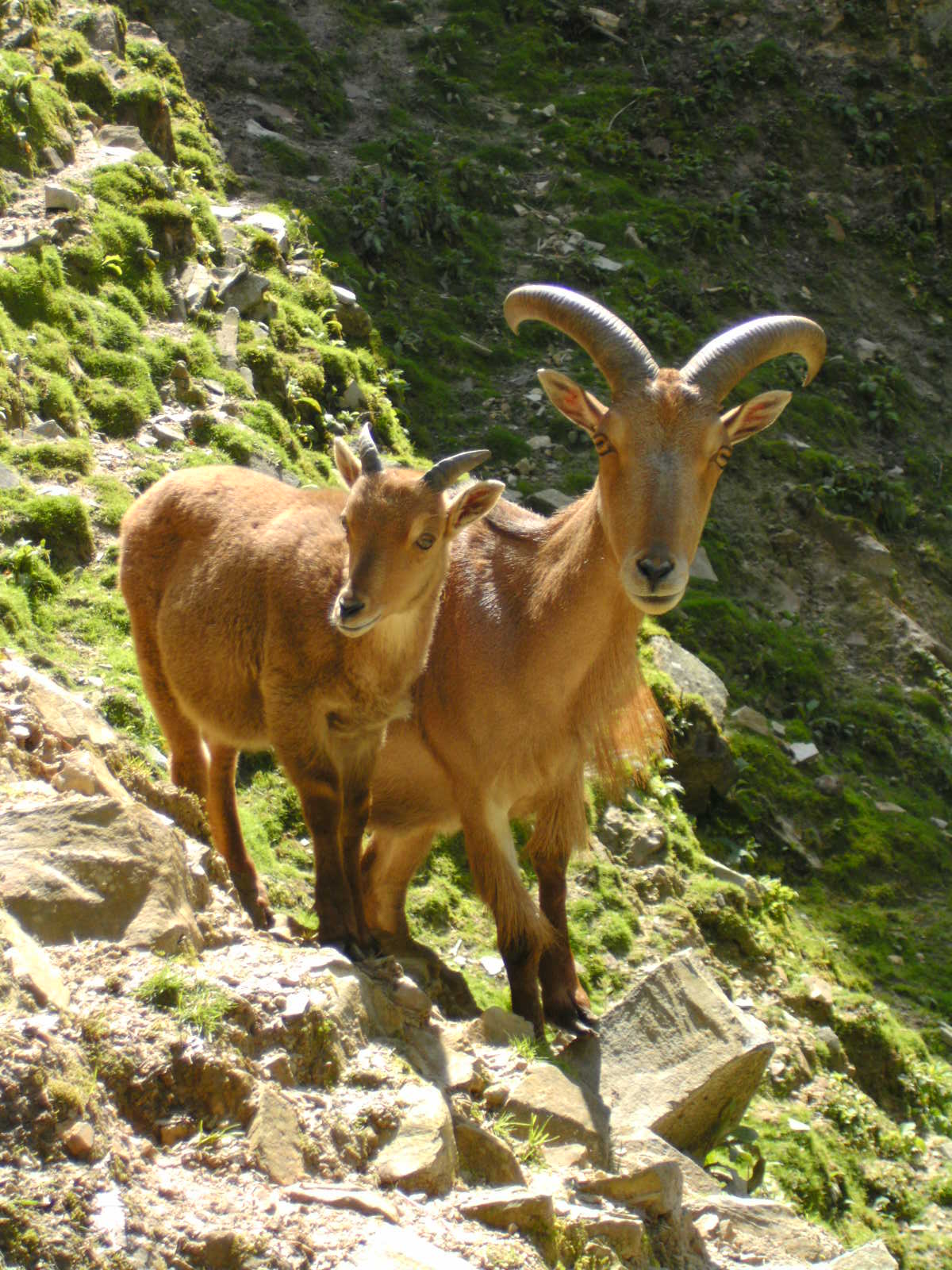
Arruí (Ammotragus lervia)
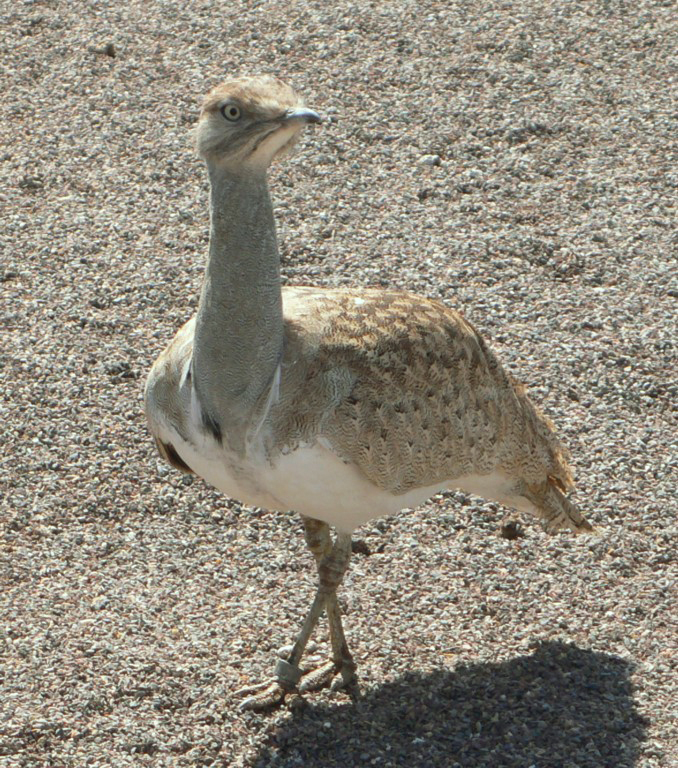
Hubara (Chlamydotis undulata)
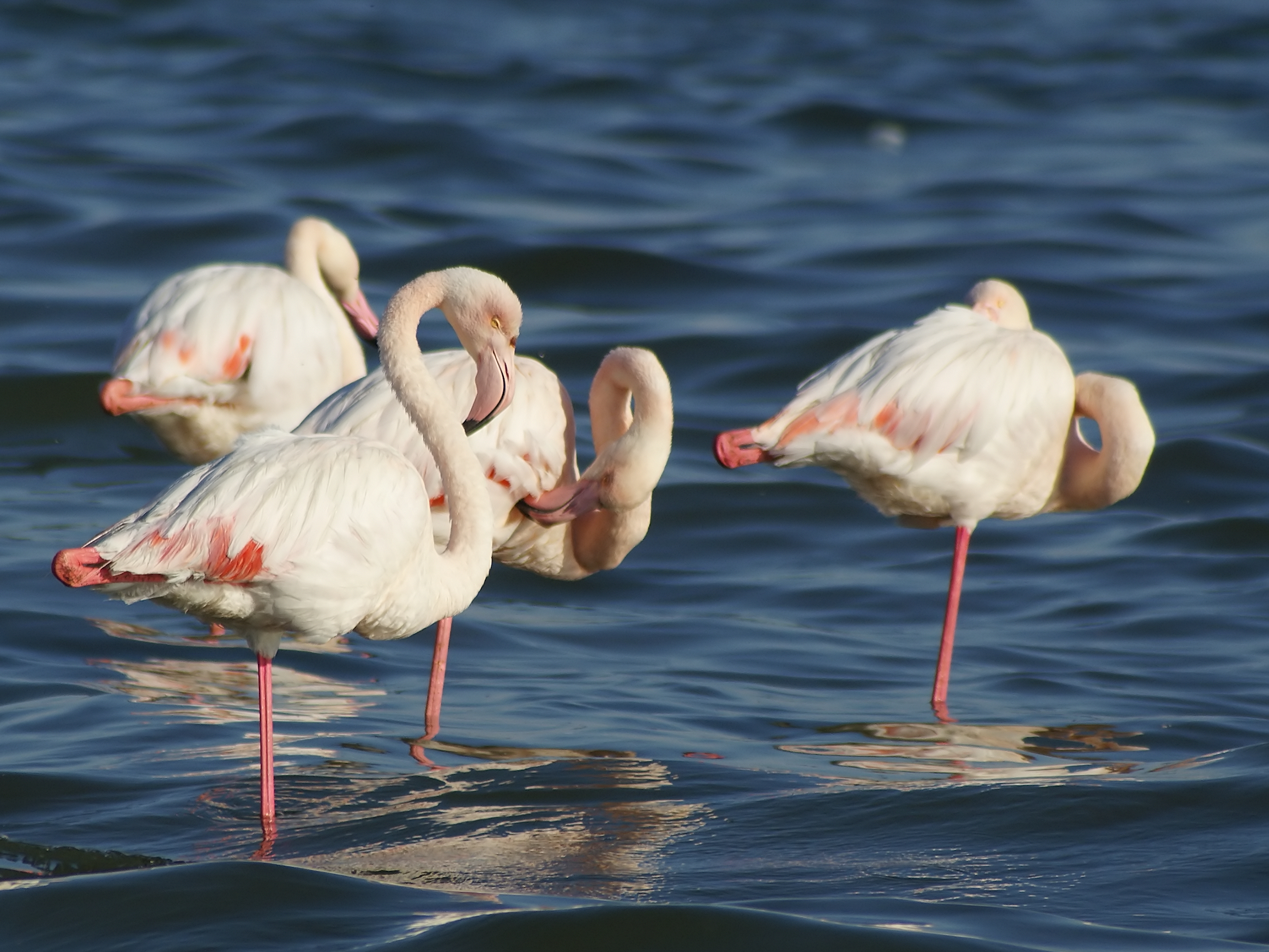
Flamenco rosa (Phoenicopterus roseus)